# Байгунские трубы
Байгу́нские желе́зные тру́бы (白公山铁管) — находка 1996 года на горе Байгуншань (кит. упр. 白公山, палл. Байгуншань) на территории городского уезда Дэлинха Хайси-Монгольско-Тибетского автономного округа провинции Цинхай, КНР, представленная как «неуместный артефакт», доисторические металлические трубы возрастом якобы 150 тысяч лет. Проведённые исследования показали, что находка представляет собой окаменевшие стволы деревьев.

## История
В 1996 году при обследовании горы Байгуншань было обнаружено около двух десятков труб диаметром от 2 до 40 см, которые выходили из скальных пород, создавая впечатление искусственной системы. Исследование их химического состава показало значительное содержание оксида железа с высоким включением диоксида кремния и окиси кальция. Возраст находки был оценён как превышающий 5 тысяч лет, то есть старше начала производства железа в Китае.
Впервые общедоступная информация о байгунских трубах появилась в июне 2002 года. В одной из китайских газет напечатали репортаж, рассказывающий о том, что сделана находка, якобы ставящая под сомнение всю человеческую историю. Последовавший ряд публикаций описывал найденные трубы как остатки сооружений инопланетян, что стало сенсацией. Местные власти, воспользовавшись ситуацией, очень быстро приступили к созданию туристической достопримечательности. На дорогах разместили указатели к «инопланетным сооружениям», байгунские трубы включили в справочники и даже соорудили там памятник пришельцам.

## Проведённые исследования
Байгунские трубы были подвергнуты детальному изучению, что позволило достоверно установить непричастность к их созданию не только инопланетян, но даже и людей. Изотопный анализ материала показал, что в нём нет ничего внеземного, а микроструктурный — то, что они не были сделаны руками человека.
Исследование образцов материала труб, взятого в удалении от скальной поверхности, то есть из мест, исключавших выветривание, выявило наличие растительных остатков, превратившихся в уголь. Это сделало понятным процесс возникновения байгунских труб.
Когда-то на этом месте росли деревья, впоследствии заваленные осадочными породами. По мере перерождения древесины богатая железом вода проникала по естественной полости между деревом и породой, постепенно заключая её в «природный железный панцирь». Далее, когда эрозия вскрыла засыпанные деревья, трубы, а на самом деле остатки стволов и ветвей, вышли на поверхность. Уголь, в который превратились за это время деревья, в поверхностной их части выветрился, а в скальном грунте сохранился и был обнаружен.
События произошли миллионы лет тому назад. Это означает, что предыдущие оценки возраста труб оказались слишком омоложёнными.

## Существующие подобные артефакты

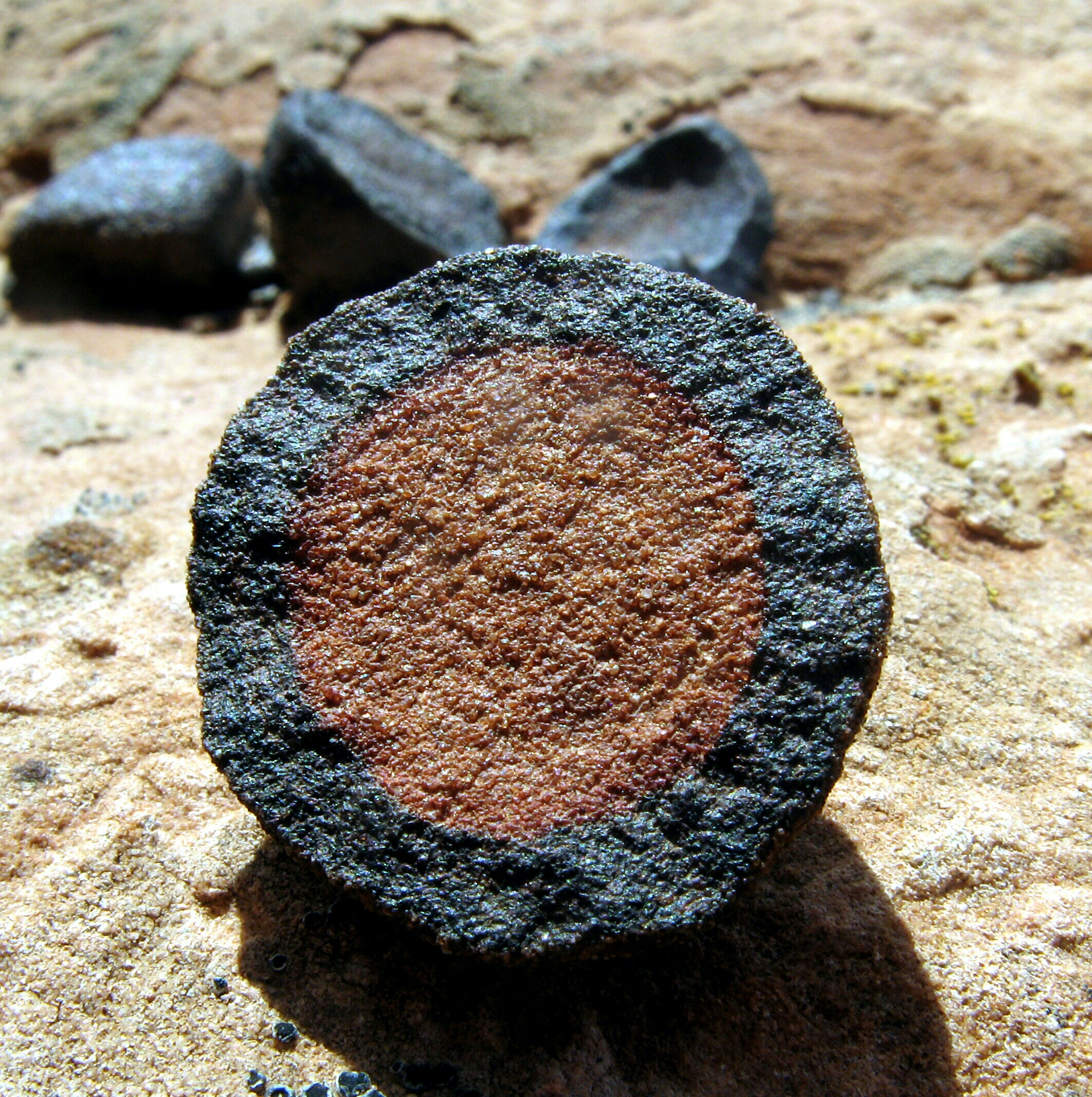
Артефакт плато Колорадо

В мире известны подобные артефакты и из других мест, например на плато Колорадо. Трубы здесь также имеют диаметр от 50 см до 1 метра и менее в зависимости от того, какие ветки и стволы подверглись процессу покрытия железосодержащей коркой. Нечто подобное обнаружено и в Луизиане (США). В этом случае диаметры достигают 70 см.